# Hard to Say I’m Sorry
Hard to Say I’m Sorry ist ein Lied der US-amerikanischen Jazzrock-Band Chicago aus dem Jahr 1982. Es wurde von Peter Cetera und David Foster geschrieben und produziert und erschien auf dem Album Chicago 16.

## Geschichte
Der Song sowie auch das Album stellen eine Abweichung vom bisherigen Musikstil von Chicago dar, die bis dahin für ihre ruhige Rockmusik mit Blasinstrumenten bekannt waren. Um sich dem Stil der Rockmusik der 1980er Jahre anzupassen, verwendete man nun verstärkt Synthesizer und stark verzerrte E-Gitarren, wie es bei vielen damaligen Rock-Hits üblich war.
In der Albumversion enthält das Lied einen Übergang in das jazzlastigere Get Away. Die meisten Radiosender spielen den Song ohne Übergang, teilweise wird in den Vereinigten Staaten das Lied mit dem Track Get Away im Anhang gespielt.
Unüblich war auch, dass Chicago weitgehend auf seine Bandmitglieder verzichtete und für die Aufnahmen der Single auf Studiomusiker zurückgriff.
David Foster spielte das Klavier; von der US-amerikanischen Rockband Toto spielte Steve Lukather Gitarre, und David Paich und Steve Porcaro übernahmen die Synthesizer. Das umfangreiche Streicher-Arrangement stammt von Peter Cetera, David Foster und Jeremy Lubbock.
Das Lied behandelt die Situation eines Paares vor der Trennung, in der jemand den anderen bittet, ihm zu verzeihen.
Die Veröffentlichung fand am 25. Mai 1982 statt. In den Vereinigten Staaten, Kanada, Irland, Italien und der Schweiz wurde die Rockballade ein Nummer-eins-Hit.

## Musikvideo
Das Musikvideo wurde in Griechenland gedreht. In der Handlung werden Chicago von einigen Studiomusikern begleitet. In der Videofassung mit der Erweiterung zum Track Get Away sieht man auch ein Feuerwerk um ein Riesenrad.

## Kommerzieller Erfolg

### Chartplatzierungen
| ChartsChartplatzierungen       | Höchstplatzierung | Wochen |
| ------------------------------ | ----------------- | ------ |
| Deutschland (GfK)              | 6 (27 Wo.)        | 27     |
| Österreich (Ö3)                | 5 (16 Wo.)        | 16     |
| Schweiz (IFPI)                 | 1 (12 Wo.)        | 12     |
| Vereinigte Staaten (Billboard) | 1 (24 Wo.)        | 24     |
| Vereinigtes Königreich (OCC)   | 4 (15 Wo.)        | 15     |

| ChartsJahrescharts (1982)      | Platzierung |
| ------------------------------ | ----------- |
| Deutschland (GfK)              | 66          |
| Schweiz (IFPI)                 | 5           |
| Vereinigte Staaten (Billboard) | 10          |
| Vereinigtes Königreich (OCC)   | 27          |

### Auszeichnungen für Musikverkäufe
| Land/Region                  | Auszeichnungen für Musikverkäufe (Land/Region, Auszeichnung, Verkäufe) | Verkäufe  |
| ---------------------------- | ---------------------------------------------------------------------- | --------- |
| Australien (ARIA)            | Gold                                                                   | 50.000    |
| Kanada (MC)                  | Gold                                                                   | 50.000    |
| Spanien (Promusicae)         | Gold                                                                   | 30.000    |
| Vereinigte Staaten (RIAA)    | Gold                                                                   | 1.000.000 |
| Vereinigtes Königreich (BPI) | Silber                                                                 | 250.000   |
| Insgesamt                    | 1× Silber · 4× Gold ·                                                  | 1.380.000 |

## Coverversionen
- 1987: V.S.O.P.
- 1993: Die Prinzen (Mein Portemonnaie)
- 1996: Az Yet feat. Peter Cetera
- 1998: Roland Kaiser (Es sagt sich nicht so leicht verzeih' mir)
- 2002: Aquagen
- 2003: Before Four
- 2008: Barry Manilow
- 2022: Finch (Hold Me Now)

Chartplatzierungen
| ChartsChartplatzierungen       | Höchstplatzierung | Wochen |
| ------------------------------ | ----------------- | ------ |
| Deutschland (GfK)              | 72 (9 Wo.)        | 9      |
| Vereinigte Staaten (Billboard) | 8 (34 Wo.)        | 34     |
| Vereinigtes Königreich (OCC)   | 7 (7 Wo.)         | 7      |

| ChartsJahrescharts (1997)      | Platzierung |
| ------------------------------ | ----------- |
| Vereinigte Staaten (Billboard) | 19          |

| ChartsChartplatzierungen     | Höchstplatzierung | Wochen |
| ---------------------------- | ----------------- | ------ |
| Deutschland (GfK)            | 5 (12 Wo.)        | 12     |
| Österreich (Ö3)              | 4 (16 Wo.)        | 16     |
| Schweiz (IFPI)               | 30 (12 Wo.)       | 12     |
| Vereinigtes Königreich (OCC) | 33 (3 Wo.)        | 3      |

| ChartsJahrescharts (2002) | Platzierung |
| ------------------------- | ----------- |
| Deutschland (GfK)         | 67          |
| Österreich (Ö3)           | 36          |